# توناسکت (واشینگتن)
توناسکت (به انگلیسی: Tonasket) شهری در شهرستان اوکانوگان ایالت واشنگتن است که در سرشماری سال ۲۰۱۰ میلادی، ۱۰۳۲ نفر جمعیت داشته است.